# Будмерице
Будмерице (слч. Budmerice) насељено је мјесто са административним статусом сеоске општине (слч. obec) у округу Пезинок, у Братиславском крају, Словачка Република.

## Становништво
| Година:    | 1994. | 2004.    | 2014.    | 2024.   |
| ---------- | ----- | -------- | -------- | ------- |
| Број људи: | 1866  | 2095     | 2356     | 2494    |
| Разлика:   |       | +12,27 % | +12,45 % | +5,85 % |

| Година:    | 2023. | 2024.   |
| ---------- | ----- | ------- |
| Број људи: | 2483  | 2494    |
| Разлика:   |       | +0,44 % |

Према подацима о броју становника из 2024. године насеље је имало 2494 становника.